# Campionati europei di maratona canoa/kayak 1995
I Campionati europei di maratona canoa/kayak 1995 sono stati la 1ª edizione della competizione continentale. Si sono svolti a Murcia, in Spagna, tra il 20 e il 21 maggio 1995.

## Medagliere
| Pos.   | Paese       | Oro | Argento | Bronzo | Totale |
| ------ | ----------- | --- | ------- | ------ | ------ |
| 1      | Ungheria    | 3   | 2       | 2      | 7      |
| 2      | Paesi Bassi | 1   | 3       | 0      | 4      |
| 3      | Portogallo  | 1   | 0       | 1      | 2      |
| 4      | Rep. Ceca   | 0   | 0       | 1      | 1      |
| 4      | Slovacchia  | 0   | 0       | 1      | 1      |
| Totale | Totale      | 5   | 5       | 5      | 15     |

## Podi

### Uomini
| Evento    | Oro                                 | Perform. | Argento                               | Perform  | Bronzo                                   | Perform. |
| Canoa C-1 | Gábor Kolozsvári                    | 2h40'27" | Béla Jakus                            | 2h40'31" | Jan Klimek                               | 2h46'47" |
| Kayak K-1 | Edwin de Nijs                       | 2h06'59" | Tonny Benschop                        | 2h08'34" | István Salga                             | 2h09'25" |
| Kayak K-2 | Portogallo José da Silva João Gomes | 1h56'21" | Paesi Bassi Rick Daman Dolph Te Linde | 2h00'16" | Slovacchia Martin Martiny Richard Opálka | 2h01'10" |

### Donne
| Evento    | Oro                               | Punti    | Argento                           | Punti    | Bronzo                                   | Punti    |
| Kayak K-1 | Andrea Pitz                       | 2h18'31" | Nicole Bulk                       | 2h22'00" | Kornélia Szonda                          | 2h24'01" |
| Kayak K-2 | Ungheria Ágnes Erdődi Andrea Biro | 2h16'02" | Ungheria Katalin Suhay Nóra Egedy | 2h25'20" | Portogallo Susana Ferreira Luísa Azevedo | 2h28'07" |